# Elecciones provinciales de La Pampa de 1987
Las Elecciones generales de La Pampa de 1987 se realizaron el 8 de septiembre para elegir gobernador, vicegobernador y 21 diputados provinciales. El resultado estableció que el peronista Néstor Ahuad fuera electo gobernador.

## Reglas electorales
- Gobernador y vicegobernador electos por mayoría simple.
- 21 diputados, la totalidad de los miembros de la Cámara de Diputados Provincial. Electos por toda la provincia por sistema d'Hondt con un piso electoral de 3%.

## Elecciones generales

### Gobernador y vicegobernador
| Fórmula               | Fórmula               | Partido               | Partido                                | Votos   | %     |
| Gobernador            | Vicegobernador        | Partido               | Partido                                | Votos   | %     |
| --------------------- | --------------------- | --------------------- | -------------------------------------- | ------- | ----- |
| Néstor Ahuad          | Edén Cavallero        |                       | Partido Justicialista                  | 74.874  | 53,27 |
| Antonio Berhongaray   | Walter Racca          |                       | Unión Cívica Radical - MOFEPA          | 59.019  | 41,99 |
|                       |                       |                       | Convocatoria Independiente             | 2.813   | 2,00  |
|                       |                       |                       | Movimiento de Integración y Desarrollo | 2.107   | 1,50  |
|                       |                       |                       | Frente Amplio de Liberación            | 575     | 0,41  |
|                       |                       |                       | Partido Intransigente                  | 542     | 0,39  |
|                       |                       |                       | Partido Socialista Popular             | 442     | 0,31  |
|                       |                       |                       | Movimiento al Socialismo               | 188     | 0,13  |
| Votos positivos       | Votos positivos       | Votos positivos       | Votos positivos                        | 140.560 | 98,04 |
| Votos en blanco       | Votos en blanco       | Votos en blanco       | Votos en blanco                        | 2.454   | 1,71  |
| Votos nulos           | Votos nulos           | Votos nulos           | Votos nulos                            | 357     | 0,25  |
| Participación         | Participación         | Participación         | Participación                          | 143.371 | 89,86 |
| Electores registrados | Electores registrados | Electores registrados | Electores registrados                  | 159.551 | 100   |
| Fuente:               |                       |                       |                                        |         |       |

### Cámara de Diputados
| Partido               | Partido                                | Votos   | %     | Bancas | Electos |
| --------------------- | -------------------------------------- | ------- | ----- | ------ | --- |
|                       | Partido Justicialista                  | 70.715  | 50,60 | 12/21  | Ver electos: - Héctor Ismael de la Iglesia - Heriberto Eloy Mediza - Felipe Ordóñez - Héctor Antonio Rolando - Luis Alberto Galcerán - Carlos Aníbal Ibarra - Silvia Ester Gallego - Rodolfo Mauricio Gazia - Roberto César Pilotto - Carlos Alberto Emilio Larroude - Carlos Alberto Medrano - Oscar Mario Montes de Oca |
|                       | Unión Cívica Radical - MOFEPA          | 57.601  | 41,22 | 9/21   | Ver electos: - Fernando José Altolaguirre - Emir Orlando di Nápoli - Ángela Magdalena Ferretti - Miguel Ángel Vagge - Luis Alberto Cazenave - Raúl Nicandro Morales - Juan Carlos Passo - Norberto Francisco Luis Lassagrio - Rolando Bompadre                                                                            |
|                       | Convocatoria Independiente             | 5.023   | 3,59  |        | |
|                       | Movimiento de Integración y Desarrollo | 3.106   | 2,22  |        | |
|                       | Partido Intransigente                  | 797     | 0,57  |        | |
|                       | Frente Amplio de Liberación            | 761     | 0,54  |        | |
|                       | Alianza Cristiana - Socialista         | 648     | 0,46  |        | |
|                       | Partido Socialista Popular             | 534     | 0,38  |        | |
|                       | Partido del Trabajo y del Pueblo       | 359     | 0,26  |        | |
|                       | Movimiento al Socialismo               | 197     | 0,14  |        | |
| Votos positivos       | Votos positivos                        | 139.742 | 97,47 |        | |
| Votos en blanco       | Votos en blanco                        | 3.281   | 2,29  |        | |
| Votos nulos           | Votos nulos                            | 348     | 0,24  |        | |
| Participación         | Participación                          | 143.371 | 89,86 |        | |
| Electores registrados | Electores registrados                  | 159.551 | 100   |        | |
| Fuente:               |                                        |         |       |        | |